# Global Crossing
A Global Crossing Limited foi uma empresa de telecomunicações presente em 27 países, fornecendo serviços compreendendo banda larga, voz, dados ou comunicações multimídias - incluindo serviços de áudio, vídeo ou conferência Web de fácil acesso. Em 2011, foi adquirida pela empresa Level 3 Communications.